# بلندی‌های بادگیر (فیلم ۱۹۸۸)
بلندی‌های بادگیر (انگلیسی: Wuthering Heights) فیلمی ژاپنی در سبک درام به کارگردانی یوشیشیگه یوشیدا است که در سال ۱۹۸۸ منتشر شد. این فیلم بر اساس رمان بلندی‌های بادگیر نوشته امیلی برونته ساخته شده و در ژاپن قرون وسطی واقع شده‌است. بلندی‌های بادگیر در جشنواره فیلم کن ۱۹۸۸ پخش و وارد رقابت شد.